# Ellis Corman
Pour les articles homonymes, voir Corman.
Ellis Hopkins Corman (22 septembre 1894-9 août 1956) est un homme politique canadien de l'Ontario. Il est député fédéral libéral de la circonscription ontarienne de Wentworth de 1940 à 1945.

## Biographie
Né à Stoney Creek en Ontario, Corman étudie à l'université de Toronto et obtient un baccalauréat en sciences appliquées.
Élu en 1940, il avait précédemment subit un premier revers en 1935. Sa carrière parlementaire ne dure qu'un seul mandat, car il est défait en 1945.